# Megascops gilesi
El autillo de Santa Marta (Megascops gilesi) es una especie de ave strigiforme de la familia Strigidae endémica de la Sierra Nevada de Santa Marta en Colombia. Fue descrita formalmente por el ornitólogo danés Niels Krabbe en 2017 y nombrada en honor al conservacionista Robert Giles.

### Alimentación
Se ha reportado que el autillo de santa marta se alimenta de una rana (Pristimantis sanctaemartae) endémica de la Sierra Nevada de Santa Marta (Spinelli & Gutiérrez, 2022).